# Albertine Assor
Albertine Assor (* 22. März 1863 in Zinten, Ostpreußen; † 22. Februar 1953 in Hamburg) war eine baptistische Diakonisse und Gründerin des später nach ihr benannten Albertinen-Diakoniewerks in Hamburg.

## Leben
Albertine Assor entstammte einer baptistischen Pastorenfamilie. Sie erlernte den Beruf der Schneiderin und erwarb sich Kenntnisse im kaufmännischen Bereich.

### Berlin und Bochum
Nach verschiedenen Tätigkeiten als Stadtmissionarin in Berlin-Moabit und Stade sowie als Leiterin eines Mädchenheims in Dortmund wurde Albertine Assor 1891 von Prediger Eduard Scheve, dem Begründer der deutschen baptistischen Diakonie und Außenmission, in den diakonischen Dienst der Berliner Baptistengemeinden berufen. Trägerin ihrer Arbeit war die Bergemann'sche Missionsgesellschaft. Albertine Assor engagierte sich zunächst in der Sonntagsschularbeit und rief einen „Jungfrauenverein“ ins Leben. 1894 wurde sie mit der Leitung eines Mädchenheims in Bochum beauftragt, kehrte jedoch schon ein Jahr später nach Berlin zurück, um in einer neu gegründeten Gemeinde Pionierarbeit zu leisten.

### TabeaAltona/Elbe
Ab 1902 war Albertine Assor in dem der Baptistengemeinde Altona angeschlossenen Diakonissenhaus Tabea tätig, wo sie alsbald eine Führungsposition als Oberin übernahm. Es kam zum Konflikt mit den Tabea-Diakonissen. Albertine  Assor trat mit  acht weiteren Schwestern aus der Diakonissengemeinschaft aus.

### SiloahHamburg

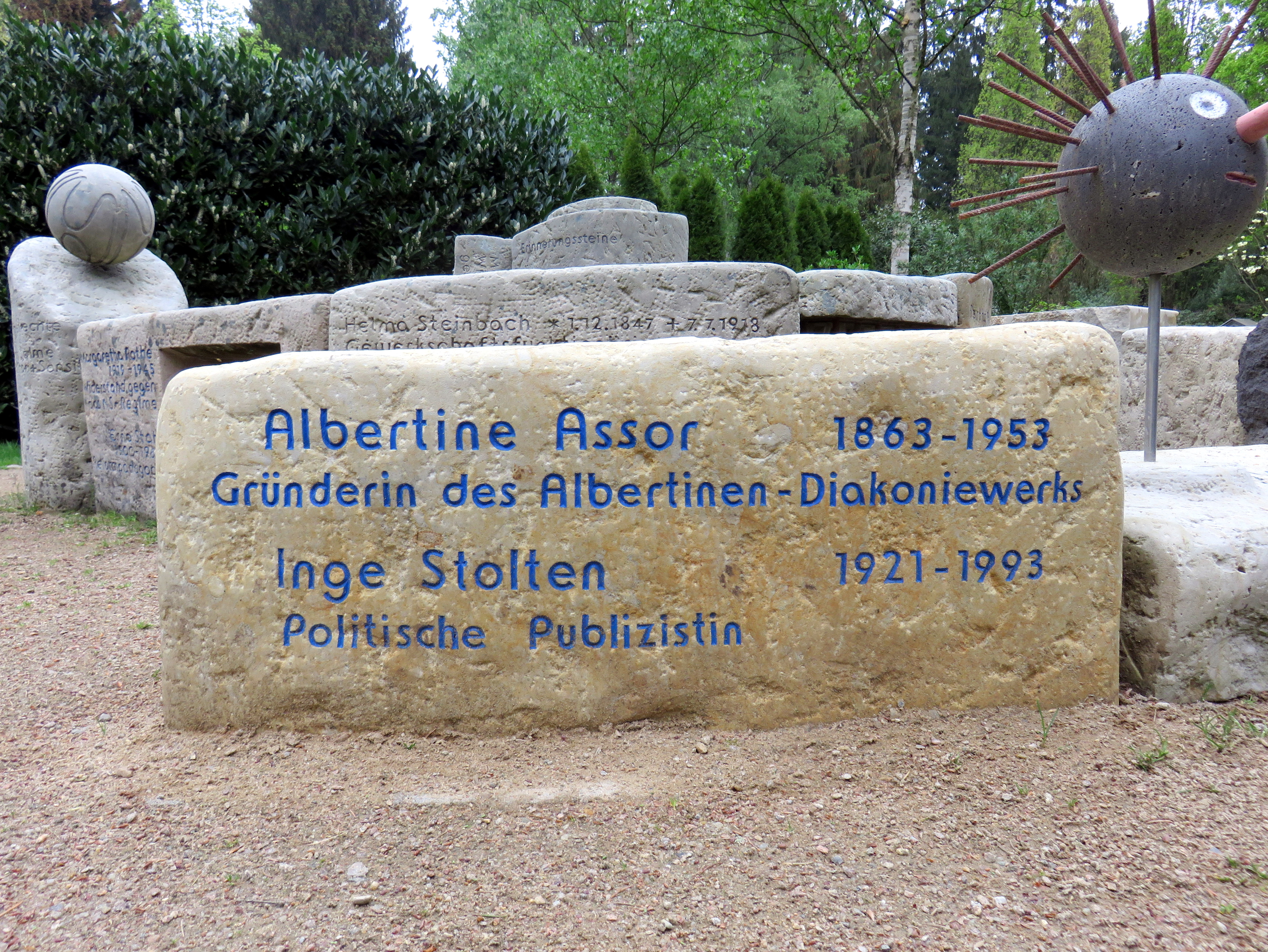
Albertine Assor, Erinnerungsstein (Erinnerungsspirale) im Garten der Frauen auf dem Friedhof Ohlsdorf

1907 gründete Albertine Assor mit den ebenfalls ausgetretenen Schwestern in Anbindung an die Baptistengemeinde Hamburg-Böhmkenstraße eine neue Diakoniegemeinschaft unter dem Namen Siloah, Vereinigung gläubig getaufter Schwestern zur Ausübung christlicher Liebestätigkeit in der Krankenpflege und in anderen Werken der Nächstenliebe. Sie stellte es ihren Mitschwestern frei, in einem offenen Schwesternheim oder in einem von Ordensregeln bestimmten Diakonissenmutterhaus zu leben. Ihre Mitschwestern entschieden sich für das verbindliche Leben als Diakonisse und waren zunächst in der Hauspflege tätig. Ihr Domizil war anfangs eine Sechs-Zimmer-Wohnung im Hamburger Stadtteil Eimsbüttel (Fettstraße), später ein Gebäude mit 22 Zimmern im selben Stadtteil (Schulstraße). 1918 wechselte die Diakonissengemeinschaft, die inzwischen auf 60 Schwestern angewachsen war, in die Eimsbütteler Tornquiststraße. Neben ihrer Tätigkeit in der Krankenpflege widmete sie sich weiterhin der Arbeit unter Mädchen und Frauen. 1923 begann sie, in Schorborn ein Müttererholungsheim aufzubauen. 1925 wurde sie Oberin des von ihr gegründeten Diakonissenvereins Siloah, der 1927 zum Träger des ersten baptistischen Krankenhauses wurde. Nach ihrer Pensionierung im Jahr 1941 wurde das Siloah-Krankenhaus ihr zu Ehren und unter dem Druck des Nationalsozialismus in „Albertinenhaus“, später in „Albertinen-Krankenhaus“, umbenannt.
An Albertine Assor wird auf einem Gedenkstein im „Garten der Frauen“ auf dem Ohlsdorfer Friedhof in Hamburg erinnert. 1993 wurde im Hamburger Stadtteil Schnelsen die Albertine-Assor-Straße nach ihr benannt.

## Schriften
- Deine Augen sahen mich. Ungeschminkte Ansichten einer Hamburger Mutterhaus-Oberin. Bearbeitet und ergänzt von Frank Fornaçon. Fornaçon, Ahnatal 2007, ISBN 978-3-940232-00-7.
- Frauen der Bibel, Hamburg o. J.